# Tapan (Kedungwaru)
Tapan is een bestuurslaag in het regentschap Tulungagung van de provincie Oost-Java, Indonesië. Tapan telt 5547 inwoners (volkstelling 2010).